# プリミティブリンク
『プリミティブリンク』 (PRIMITIVE LINK) は、2007年2月2日にPurple softwareから発売された、18禁恋愛アドベンチャーゲームである。

2022年4月26日にWindows 10動作確認済のダウンロード版がFANZA独占で配信された。
Purple社内（スタッフ日記など）での略称は「プリリン」である。

## ストーリー
約15年ほど前、地球の各所に異世界ランドロークへのゲートが突然現れた。それ以来、地球とランドロークとの間で政治的なやりとりが行われるようになり、民間でも貿易・交流が盛んになっていった。
ここまで地球との交流が続いたのには理由がある。ランドロークは、魔法が現存しているファンタジーな世界だったのだ。私立星見坂（ほしみざか）学園に通う学生、泉 晴太（いずみ はるた）は、今般交換留学生として魔法を教える専門校トリシア学園へ留学することになり、異世界との文化交流を通じて魔法という未知なる力や、異世界の女の子との初めての体験や交流を経験する。

## 登場人物

### 主人公
泉 晴太（いずみ はるた）
日本出身の男性となっているが、出生は不明。幼いころ六花が家出したとき、プリミティブの木の家がある雪原で出会った。そのときに六花に拾われ、それ以来、泉家に暮している。名付け親は六花。幼いころ烏に襲われ、それ以来烏が天敵となっている。六花と出会う前の記憶がない。しかし、すでに死んで出会ったことのないの六花の親の記憶を持っていたり、六花の知らない記憶を持っている。円香とは同じ学校で、透とは中学まで同じ学校だった。雨音と同じく、スイッチのON/OFFがはっきりしている。いつか、六花に兄と呼ばれようと現在も密かな努力を実行中。

### ヒロイン
春野 ゆめ（はるの ゆめ）
声優 - 風音
身長158cm B/W/H：84(C)/60/84
日本の帯広出身。自設自営でレスキューをやっており、帯広ゲート付近で遭難しかけていた晴太を助けた。本人は趣味みたいなものと言っているが、その知識は本物。つねにチロリチョコ（チロルチョコのようなもの）を持っている。思ったことははっきり言う性格。誰かからかうのが癖で、その対象はリコになっていることが多い。
本当はスターシードプロジェクトによって生まれた日本版ランドロークの外部端末。しかし、ゆめ自体はそのことを忘れており、ランドロークとはまったく別の個体となっている。
ティエラ＝モレーニ (Tierra=Moreni)
声優 - 倉田まりや
身長161cm B/W/H：85(C)/59/87
ランドローク出身。魔法依存症で小さなころはシャワーすらもできなかったほど。雨の日は頭痛、吐き気など、酷い時には気絶までしてしまう。しかし、その反動で、次の日はかなりテンションが上がってしまい、抑えられないくらい自分に正直になってしまう。その症状を治そうと今も努力をつづけている。そのために魔力を維持できる方法を知るためならば自分の命ですら惜しまない。魔力の証である翼は学園1。しかし、それティエラ自身の命を支えるものであり、小さなころは魔法自体使えなかった。しかし、その翼はモレーニ家の権力者である祖母に呪いの翼と言われ、それ以来家族に愛されていないと思い込んでいる。そのため、本来は明るく素直な性格なのだが、少し意地っ張りになってしまった。
リコフェリア＝デュエンデ (Ricopheria=Duende)
声優 - 木村あやか
身長145cm B/W/H：72(A)/53/77
愛称は『リコ』。ランドローク出身。師匠であり育ての親のサミエラ＝デュエンデの姓をもらっているが、孤児。自分の身体的特徴をいじられると腹を立てる。ゆめからはチビッコクラブとしてからかわれ、特に胸のことをいじられると怒り狂う。非常にまじめで、いつも非常識なことを言うゆめの押さえ役。マンガが大好きで常に図書室で読んでいる。最近は「ワイルド・ストロベリー・ジンジャー・ティー」（原作 泉六花 作画 泉雨音）がお気に入り。民生魔法を使えるが、他の魔法使いのような上級魔法がつかえないことにコンプレックスを感じている。
本当の親は8大名家であるラズラフォート家の現当主であり、トリシア学園学園長のアルテシア＝ラズラフォート。そのため本名は「リコフェリア＝ラズラフォート」である。星の巫女であるアルテシアの力を引き継いでおり、民生魔法、長じて空間転移魔法が使える実力者。
シオン (Sione)
声優 - 鏡詩音
身長166cm B/W/H：89(D)/62/88
ランドローク出身。遺跡で発見された人型の古代魔法兵器。初めは新たな4番目の妖精という扱いを受けており、そのためにシオン（4番目）という名前を受けた。しかし、本当はランドロークが生み出したゆめの妹。シオンがゆめより歳が上なのは、ゆめが父親である春野教授に抱かれながら星の中心を出たのに対し、シオンはランドロークによって空間転移の魔法で星の中心を出たためである。妖精と闘うことを自分の生きがいとしており、そのために基準が全て闘うことにある。魔法兵器であるため生きるには魔力が必要であるが、ある程度の間なら魔力を体の中に溜め込み、水の中も潜れる。主人公と同じクラスになるが、同い年ではない。物腰が穏やかで大人な雰囲気を持ちとても兵器とは思えない。また、かわいいものが大好きで、常にギュッとしたい衝動を抑えている。なぜなら、ギュッとした瞬間ものが壊れてしまうからである。現在はかりんとう&たい焼きの抱き枕をギュッとできるので満足している。
泉 六花（いずみ りっか）
声優 - 大花どん
身長159cm B/W/H：78(B)/56/82
日本出身。主人公の交換留学を契機に泉雨音とともにランドロークへやってくる。彼女は交換留学生ではなく、ランドローク内の日本人学校に籍を置いている。雨音とは親戚同士。本当の幼いころに両親はすでに他界している。親戚中が養子にするといったが、それは六花のためではなく遺産が目当て。そのため、親戚に預けられる→家出→怒られる→また別の親戚へ、という行動を繰り返していた。最後に雨音だけとなったときに雨音は怒らず優しく迎え入れた。そのときから雨音のことを信頼し、一緒に暮している。また、そのときの家出で晴太と知り合い兄弟となる。雪原で遭難したとき、とめてもらった家で指輪をもらう。その指輪には妖精が封印されており、その指輪を介してならランドローク語の読解や、魔法の使用が可能になっている。相手の欠点をはっきり言う性格のため、小さなころは友達ができなかった。そのことを晴太は気にしていたがリコが友達になって今は安心している。好物はかりんとう。

### サブキャラクター
泉 雨音（いずみ あまね）
声優 - みる
日本出身。晴太と六花の育ての親。売れっ子の漫画家で現在はそれで生計を立てている。服を作るのが趣味で、トリシア学園の制服も雨音のデザイン。六花の服を作ったりもするが、何かとゴスロリファッションをさせようとする。六花曰く、「コスプレをさせたいだけ」ということらしい。また、非常にねじ込み好き。大抵のことならねじ込みで物事が通ってしまう。本人曰く「相手を責めずにギュッとねじってはめ込むだけ」らしい。お風呂でおぼれた経験があり、シャワーでも2回転んでいる。そのため、六花が毎回付き添っている。非常に世話好き。どこの子供かわからない晴太を何もいわずに迎え入れたり、家族のいないリコを家族にしようとしたり、かなりの母性の持ち主。しかし、未婚であることが少し悩んでいる。
浅木 透（あさき とおる）
声優 - 神無月季
ゆめと同じ学園の留学生。中学までは晴太と同じ学校だったが、親の都合で帯広に引っ越した。キリアのクラスだが、留学生同士ということもあり付き合いは多い。大抵の女の子に声をかけることができる。そのためにティエラに日本人男性に悪印象を持たせてしまった。また、雨音に密かな好意を寄せているが、まったく届いていない。小さなころに、雨音の下着（洗濯後）の臭いをかいでいたところを六花に見られてしまい、それ以来警戒心（敵対心？）をもたれている。
渡瀬 円香（わたせ まどか）
声優 - 藤森ゆき奈
晴太と同じ学園の留学生。非常にさっぱりしており、それでいて友達思い。ティエラともいつも間にか友達になっていた。現在は暴走しがちなティエラのストッパー役。

## スタッフ
- ディレクター - 湯
- 原画 - 月杜尋、悠樹真琴
- シナリオ - 山田光一郎
- プログラム - 河合優子
- 営業・広報 - みやび

## 主題歌
オープニングテーマ「Eternal Sky」
作詞 - みやび / 作曲・編曲 - 鈴木マサキ / 歌 - 橋本みゆき
エンディングテーマ「Love Song」
作詞 - みやび / 作曲・編曲 - 鈴木マサキ / 歌 - 橋本みゆき

## キャラクターソング
「Bell of blessing」
作詞 - 紺野比奈子 / 作曲 - 松本慎一郎 / 編曲 - 五十嵐芳樹 / 歌 - 春野ゆめ（風音）
「待って!まだまだ」
作詞 - 紺野比奈子 / 作曲・編曲 - 五十嵐芳樹 / 歌 - ティエラ＝モレーニ（倉田まりや）
「Reason where you exist」
作詞 - 紺野比奈子 / 作曲・編曲 - 五十嵐芳樹 / 歌 - シオン（鏡詩音）
「Quiet night」
作詞 - 紺野比奈子 / 作曲・編曲 - 五十嵐芳樹 / 歌 - 泉六花（大花どん）
「大切なあなたへ……」
作詞 - 紺野比奈子 / 作曲・編曲 - 成澤雅志 / 歌 - 泉雨音（みる）
「心揺れて」
作詞 - 紺野比奈子 / 作曲・編曲 - 五十嵐芳樹 / 歌 - リコフェリア＝デュエンデ（木村あやか）
「lovable colors」
作詞 - 紺野比奈子 / 作曲・編曲 - 五十嵐芳樹
歌 - 春野ゆめ（風音）、ティエラ＝モレーニ（倉田まりや）、リコフェリア＝デュエンデ（木村あやか）、シオン（鏡詩音）、泉六花（大花どん）

## 関連商品
- Secret masterpieces - 橋本みゆきの配信アルバム。「Love Song」を収録。
- 紫盤 VOCAL SELECTION II - 主題歌2曲「Eternal Sky」「Love Song」を収録。
- LOVABLE COLORS（2007年9月27日発売）- キャラクターソング全7曲を収録。
- ten years carat - 橋本みゆきの6thアルバム。「Eternal Sky」を収録。